# El Call de Barcelona

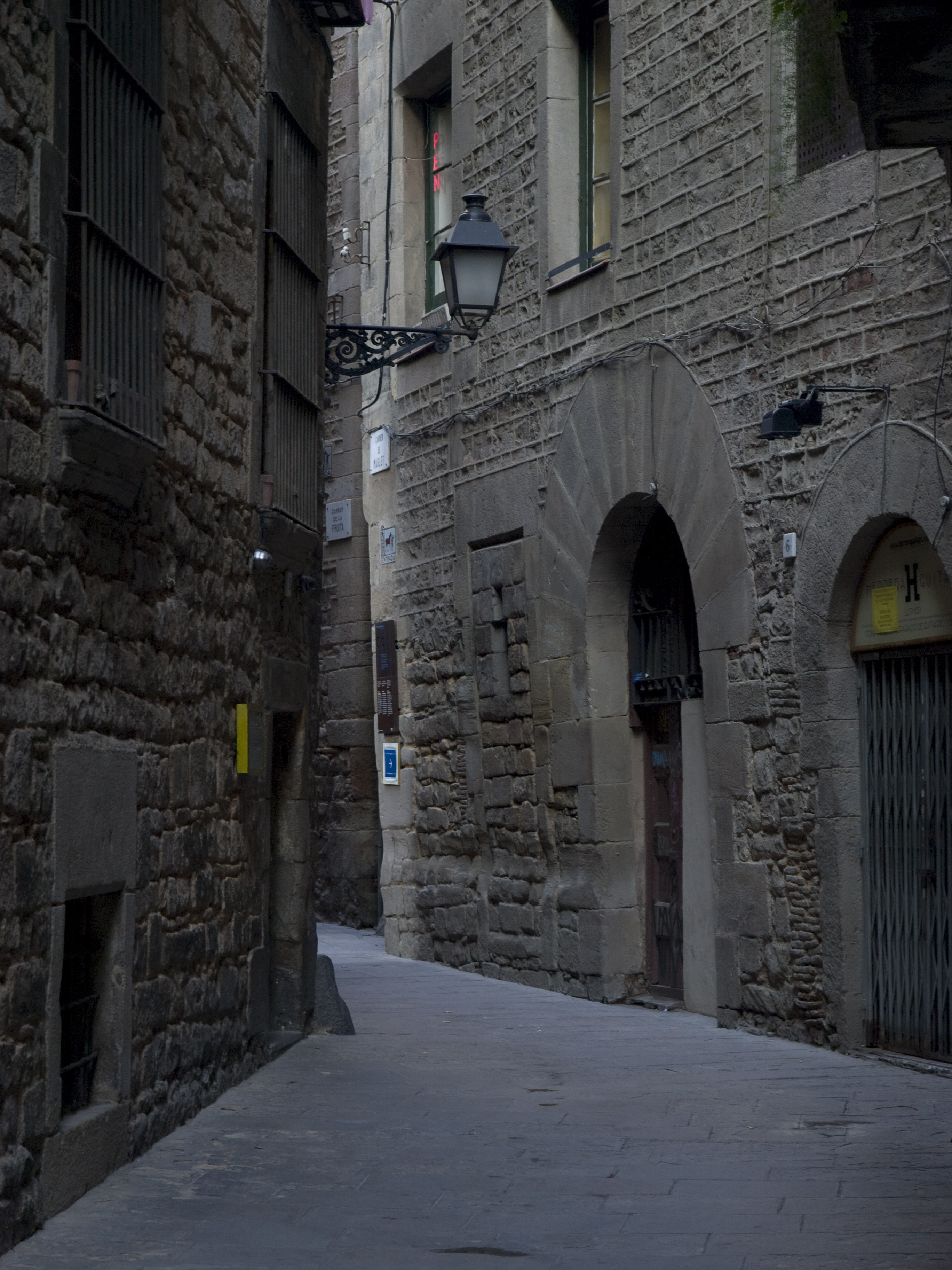
Ecke Carrer de Marlet und Carrer de Salomó ben Adret. Im Gebäude links befindet sich die ehemalige Hauptsynagoge des Call

El Call de Barcelona, das jüdische Viertel von Barcelona (in Spanisch Barrio Judío de Barcelona), ist ein Areal im Gotischen Viertel (Barri Gòtic) der Altstadt. Das jüdische Viertel (spanisch Judería) war vom 7. bis 14. Jahrhundert das lebendige Zentrum der jüdischen Gemeinde der Stadt und zählte im Mittelalter zu den bedeutendsten jüdischen Vierteln auf der Iberischen Halbinsel.
In der katalanischen Sprache bedeutet call „kleine Straße“ oder „Gasse“ und bezog sich auf die engen Gassen, die allgemein das Barri Gòtic charakterisierten und in dem die Juden wohnten. Eine Herleitung ist auch aus der Verbindung zum hebräisch קָהָל Qahal, deutsch ‚Gemeinschaft‘ möglich. 
Die größere selbstverwaltete Gemeinschaft der Juden wurde Aljama genannt. 
Sie war die Organisationsstruktur der jüdischen Gemeinden unter der Krone von Aragón.

## Antike und Spätantike
Eine kleine Anzahl von Juden kam kurz nach dem Jahre 70 n. Chr. (Eroberung Jerusalems) als Teil der Migrantenwelle nach Europa, die vor der römischen Unterdrückung in Judäa, der römischen Provinz Palästina während des Ersten Jüdisch-Römischen Krieges flohen und in Barcino wohnten.

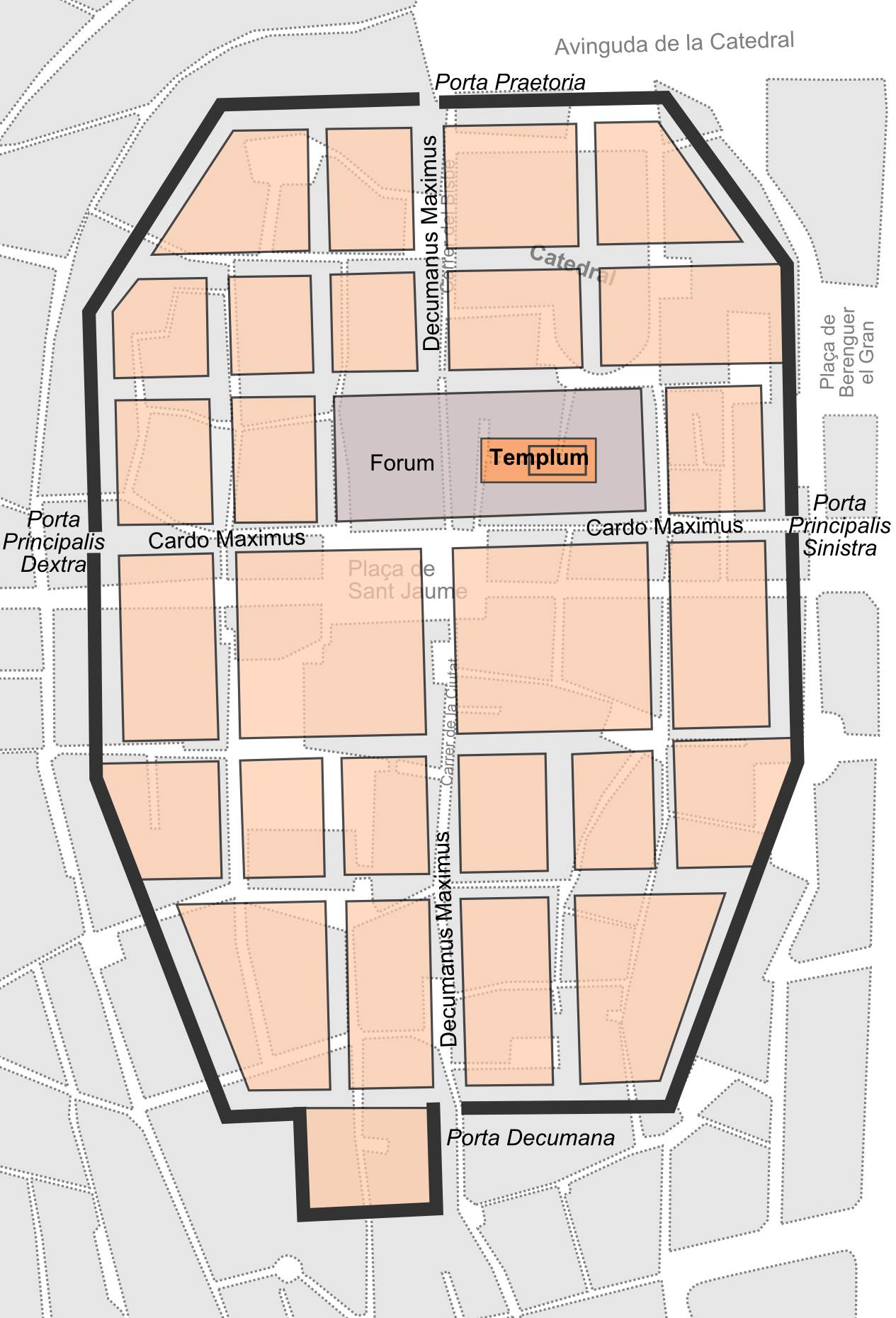
Plan der römischen Stadt Barcino, in der römischen Provinz Hispania citerior; mit dem aktuellen Plan des Gotischen Viertels von Barcelona unterlegt.

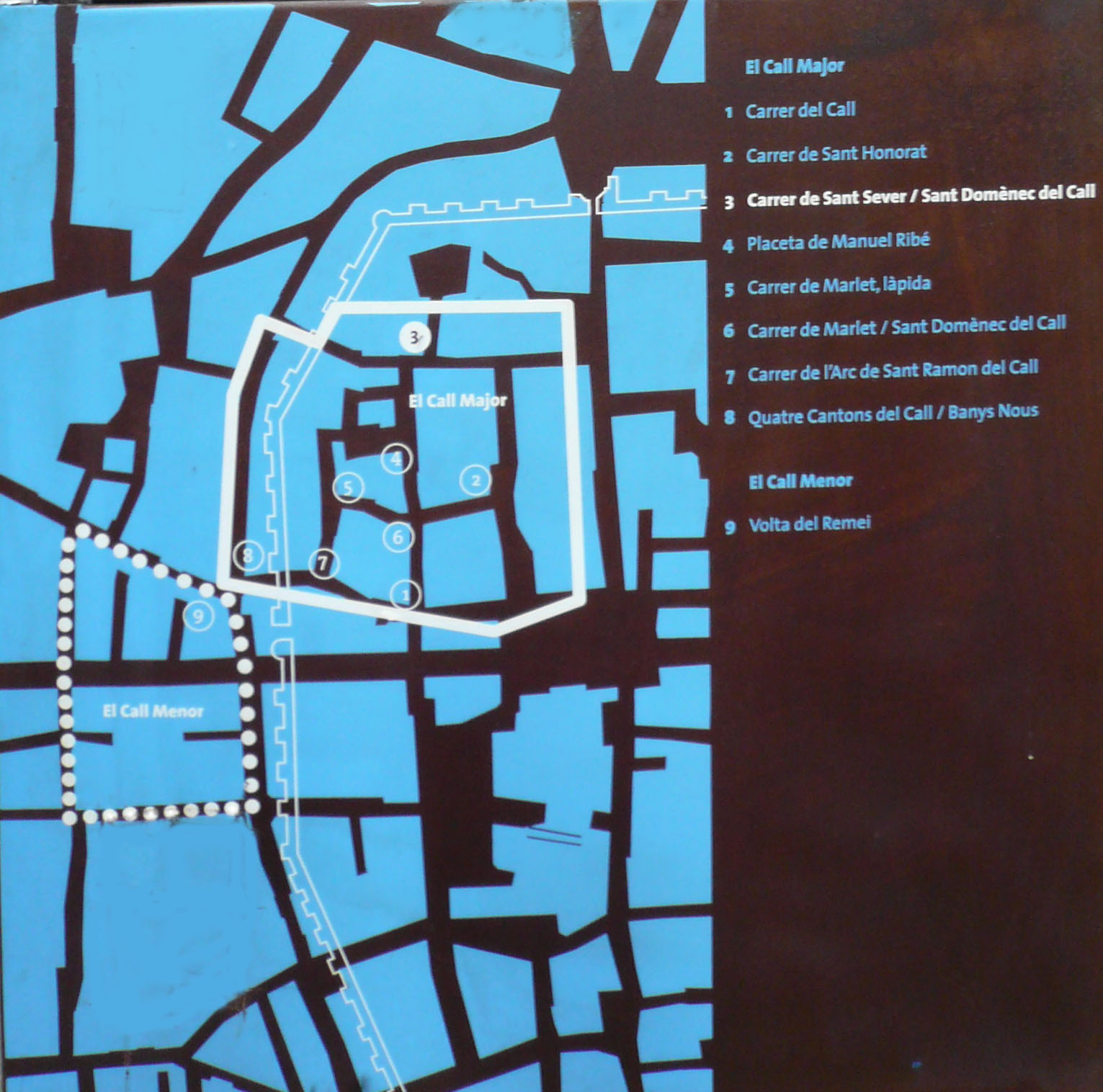
Die Lage des Viertels im Bezug auf die zeitgenössischen Straßen, neben dem Call major, ist links (südwestlich) auch der später hinzukommende Call menor eingezeichnet.

Ende des 7. Jahrhunderts wurde die jüdische Bevölkerung im Call eingeschlossen, das sich in dem Gebiet um die Carrer del Call, die Carrer de Salomó ben Adret (bis 2018 Carrer de Sant Domènec del Call), die Carrer de Marlet und den Carrer de l’Arc de Sant Ramon del Call konstituierte.
Zwischen dem, mit heutigen Namen benannten, Plaza Sant Jaume und der Straße Sant Honorat befand sich eines der beiden Tore zur Judería.

## Goldenes Zeitalter (12. und 13. Jahrhundert)
Die Zahl der Menschen in El Call stieg unter anderem durch die Ankunft der Juden, die im 13. Jahrhundert aus Frankreich vertrieben worden waren. Das machte eine Erweiterung des jüdischen Viertels erforderlich, sodass zusätzlich zum Call Major oder Major Call der Call Menor oder Minor Call Wohnraum geschaffen wurde.
Die wechselnden Namen in der Geschichte, bis 2018 Carrer de Sant Domènec del Call, heute Carrer de Salomó ben Adret war die zentrale Achse des Viertels. Sie erhielt ihren damaligen Namen nach dem Pogrom vom 5. August 1391 im Anschluss an die Festivitäten zu Sankt Dominikus, heute wird damit ein jüdischer Kabbalist, Salomo Adret, geehrt.
Im 13. Jahrhundert war El Call die größte jüdische Gemeinde in Katalonien. Die Bevölkerung des mittelalterliche Barcelonas war während seines goldenen Zeitalters zu etwa 15 % jüdischen Glaubens, wobei die meisten der 4000 Juden im jüdischen Viertel lebten.
Unter den Juden erlangte Barcelona den Ruf einer „Stadt der Weisen“. Die Juden arbeiteten als Ärzte, Wissenschaftler, Kaufleute und Geldverleiher für die katalanische Aristokratie. Da nur Juden legal Geld verleihen konnten, wurden Juden zu den offiziellen Finanziers der katalanischen Herrscher. Juden waren offiziell Eigentum der Krone, und auf dem Vierten Laterankonzil im Jahr 1215 forderten päpstliche Anweisungen, dass Juden Kapuzen und einen in ihre Kleidung eingenähten roten Knopf tragen sollten, um sie als solche zu identifizieren. Im Jahr 1268 schaffte König Jakob I. die Anforderung ab, dass die Juden in Aljama das Abzeichen tragen mussten.

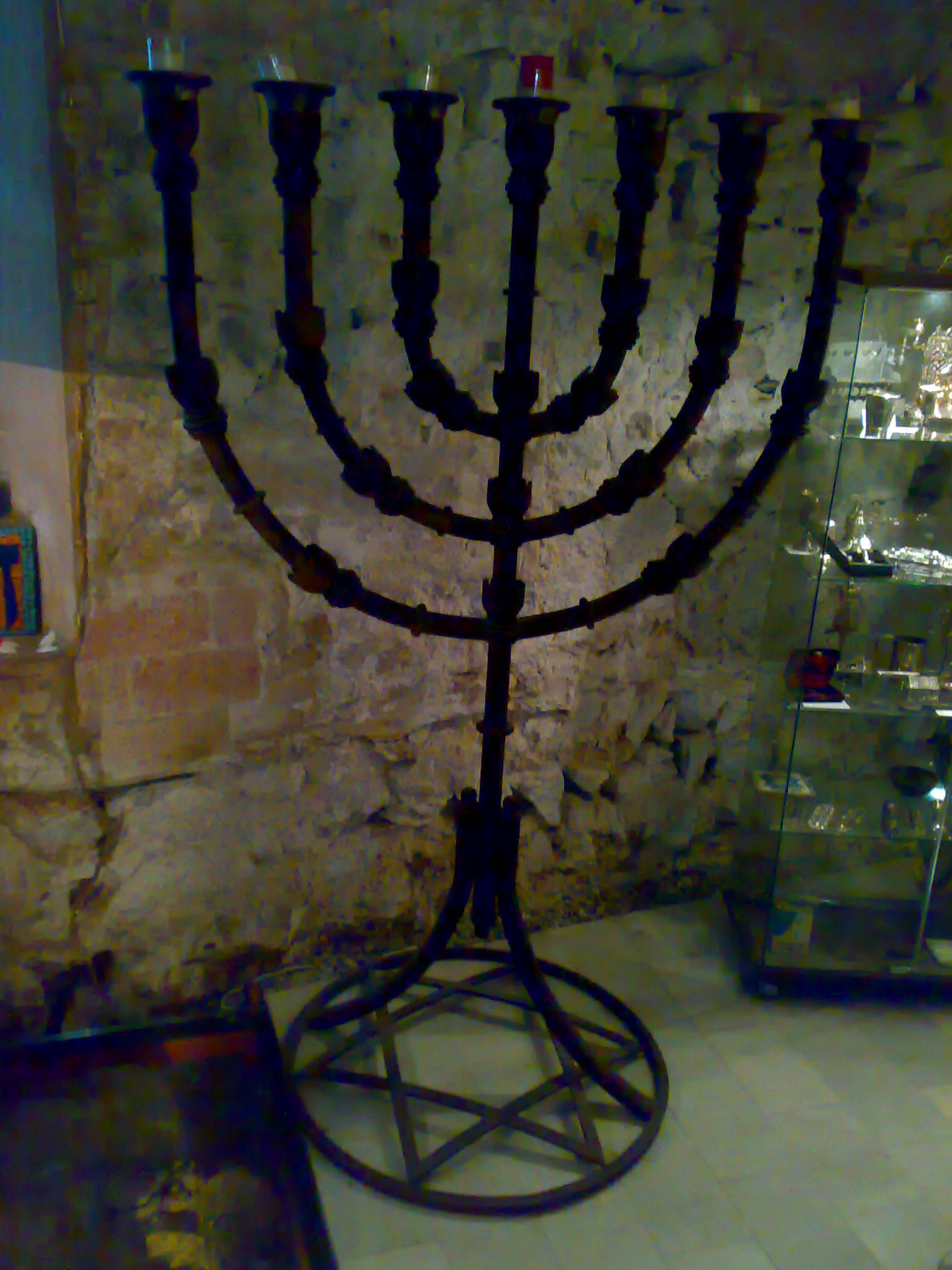
Menorah aus der Synagoge des Rabbiners Shlomo Ben Adret, heute Sinagoga Major de Barcelona.

Während der Pogrome und der Inquisition (14. und 15. Jahrhundert) verschlechterte sich die Situation der Juden in Barcelona zunehmend, als Barcelona ab 1333 und mit der Pest im Jahr 1348 von einer Reihe von Hungersnöten heimgesucht wurde, die schätzungsweise ein Fünftel der Stadtbevölkerung tötete. Viele gaben den Juden die Schuld, was 1349 zu einem Angriff auf das jüdische Viertel führte.
Die jüdischen Viertel wurden während der antijüdischen Gewalt durch die Gewalttäter, im Rahmen der Pogrome von 1391 auch im übrigen Spanien schwer beschädigt. Vom Ausbruch der Gewalt am 5. August bis zum 10. August wurden in Barcelona etwa 300 Juden ermordet. So wurde der jüdische Friedhof, auf dem Montjuïc, der sich auf der Ostseite des Berges befand und von der mittelalterlichen jüdischen Gemeinde Barcelonas mindestens vom 9. bis zum 14. Jahrhundert genutzt wurde und dokumentiert ist, im Jahr 1391 aufgegeben.
Durch weitere königliche Dekrete in den folgenden Jahrhunderten, welche die spanischen Monarchen erließen, wurde starker Einfluss auf die Lebensbedingungen der Juden in Spanien genommen. Ein Beispiel ist ein Dekret, den Leyes de Ayllón, aus dem Jahre 1412 in dem eine rigorose Ghettoisierung der Juden verordnet wurde, so das Juden die Ansiedlung in bestimmten Gebieten erlaubte, aber gleichzeitig auch Einschränkungen mit sich brachte.
Während der spanischen Inquisition wurde die jüdische Bevölkerung in Barcelona nahezu ausgelöscht. König Ferdinand II. ordnete an, dass die Abmessungen einer Synagogen nicht größer sein sollte als die, der kleinsten christlichen Kirche.